# Comarca de Jacaraú
A Comarca de Jacaraú é uma comarca de segunda entrância com sede no município de Jacaraú, no estado da Paraíba, Brasil.
São termos da Comarca de Jacaraú, os municípios de Curral de Cima, Lagoa de Dentro e Pedro Régis.
No ano de 2016, o número de eleitores inscritos na referida comarca foi de 32 542.